# 500.000 đồng (tiền Việt)
500.000 đồng (tiền Việt Nam) là loại tiền có mệnh giá cao nhất được lưu hành tại Việt Nam. Tờ tiền có màu xanh lơ tím sẫm, lưu hành từ năm 2003.

## Thông tin
| Mệnh giá | Kích thước  | Màu chủ đạo     | Miêu tả     | Miêu tả                                     | Miêu tả   | Phát hành |
| Mệnh giá | Kích thước  | Màu chủ đạo     | Mặt trước   | Mặt sau                                     | Chất liệu | Phát hành |
| -------- | ----------- | --------------- | ----------- | ------------------------------------------- | --------- | --------- |
| 500000 ₫ | 152 × 65 mm | Xanh lơ tím sẫm | Hồ Chí Minh | Nơi sinh của Hồ Chí Minh, Kim Liên, Nghệ An | Polymer   | 2003      |